# Tarnów Grodkowski (gromada)
Tarnów Grodkowski – dawna gromada, czyli najmniejsza jednostka podziału terytorialnego Polskiej Rzeczypospolitej Ludowej w latach 1954–1972.
Gromady, z gromadzkimi radami narodowymi (GRN) jako organami władzy najniższego stopnia na wsi, funkcjonowały od reformy reorganizującej administrację wiejską przeprowadzonej jesienią 1954 do momentu ich zniesienia z dniem 1 stycznia 1973, tym samym wypierając organizację gminną w latach 1954–1972.
Gromadę Tarnów Grodkowski z siedzibą GRN w Tarnowie Grodkowskim utworzono – jako jedną z 8759 gromad na obszarze Polski – w powiecie grodkowskim w woj. opolskim, na mocy uchwały nr VII/20/54 WRN w Opolu z dnia 4 października 1954. W skład jednostki weszły obszary dotychczasowych gromad Tarnów Grodkowski i Gola Grodkowska ze zniesionej gminy Grodków Wieś w tymże powiecie. Dla gromady ustalono 10 członków gromadzkiej rady narodowej.
31 grudnia 1959 do gromady Tarnów Grodkowski włączono obszar zniesionej gromady Półwiosek oraz wsie Żarów i Nowa Wieś Mała ze zniesionej gromady Stary Grodków w tymże powiecie.
31 grudnia 1961 do gromady Tarnów Grodkowski włączono obszar zniesionej gromady Lipowa oraz wieś Stary Grodków ze zniesionej gromady Chróścina w tymże powiecie; z gromady Tarnów Grodkowski wyłączono natomiast: a) wieś Lubcz, włączając ją do gromady Gnojna i b) wieś Wojsław, włączając ją do gromady Kolnica – tamże.
1 stycznia 1969 do gromady Tarnów Grodkowski włączono obszar zniesionej gromady Kopice w tymże powiecie.
Gromada przetrwała do końca 1972 roku, czyli do kolejnej reformy gminnej.